# Team Fortress
Team Fortress is een teamgebaseerde first-person shooter, ontstaan als mod voor Quake. De game werd in augustus 1999 overgezet naar de GoldSrc engine van Valve Software, en uitgeven als Team Fortress Classic. Na jarenlange speculatie werd het vervolg Team Fortress 2 uitgeven in 2007 als onderdeel van The Orange Box.

## Trivia
- Het spel is opgenomen in het boek 1001 Video Games You Must Play Before You Die van Tony Mott.